# أداد علاجي
الأداد العلاجي أو الكرلينة العلاجية أو الثُغام العلاجي أو الأشخيص العلاجي (باللاتينية: Carlina curetum) نوع نباتي ينتمي إلى جنس الأداد من الفصيلة النجمية.

## البيئة والانتشار
موطنه بلاد الشام وجزيرة كريت ويوجد في مصر ولكن لا يعتقد أنه أصيل هناك.